# Madeleine (Les Mauvais Bergers)
Madeleine est un des personnages principaux de la tragédie prolétarienne d’Octave Mirbeau, les Mauvais Bergers (1897). Lors de la création de la pièce, elle était incarnée par Sarah Bernhardt.
Madeleine appartient au prolétariat ouvrier d'une cité qui est totalement dépendante de l’usine du patron, nommé Hargand. Elle est la fille de Louis Thieux, un ouvrier usé et abruti par le travail, devenu incapable de réfléchir par lui-même et a fortiori de se révolter contre sa condition d’esclave. Au premier acte, elle perd sa mère, victime de ce moloch qu’est l’usine, et c’est elle qui va devoir dorénavant s’occuper de la maisonnée. 
La misère de sa situation la rend sensible au discours de Jean Roule, qui prêche la lutte pour la justice et qui va inciter les ouvriers de l’usine à se mettre en grève pour un catalogue de revendications qu'il présente au patron. Mais, quand la grève s’éternise, les ouvriers le considèrent comme responsable de l’aggravation de leur misère, et c’est alors Madeleine, devenue la pasionaria des corons, qui se révèle brusquement dotée d’une éloquence persuasive : elle sauve Jean Roule, qui, entre-temps, est devenu son amant, elle galvanise les grévistes et parvient à renverser complètement la situation. Mais elle leur tient de bien étranges propos, les incitant à bien mourir : « Ne craignez pas la mort !… Aimez la mort. La mort est splendide… nécessaire… et divine !… Elle enfante la vie !… Ah ! ne donnez plus vos larmes !… Depuis des siècles que vous pleurez, qui donc les voit, qui donc les entend couler!… Offrez votre sang !… »
Quand la troupe intervient pour écraser la grève, Madeleine est blessée mortellement et tombe sur le cadavre de Jean Roule dans un flot de sang.